# 永遠の愛7章/西城秀樹
『永遠の愛7章/西城秀樹』（とわのあいななしょう さいじょうひでき）は、1979年2月25日に発売された西城秀樹のライブ・アルバム（LP）である。

## 内容
西城秀樹が1978年11月3日に日本武道館において開催した、第5回コンサート「永遠の愛7章」の模様が収録されている。

## 収録曲
SIDE A
1. Love is Beautiful
作詞：宮下康仁　作曲：芳野藤丸　編曲：大谷和夫
  - アルバム『ファーストフライト』収録曲
2. 君よ抱かれて熱くなれ
作詞: 阿久悠　作曲・編曲: 三木たかし
3. Sweet Half Moon
作詞：小林和子　作曲：西城秀樹　編曲：大谷和夫
  - アルバム『ファーストフライト』収録曲
4. その愛は
作詞：宮下康仁　作曲：西城秀樹　編曲：大谷和夫
  - アルバム『ファーストフライト』収録曲
5. ラストシーン
作詞：阿久悠　作曲・編曲：三木たかし

SIDE B
1. 哀愁トゥナイト
作詞：松本隆  作曲：筒美京平  編曲：萩田光雄
  - 桑名正博のカヴァー
2. さよならだけは言わないで
作詞・作曲：五輪真弓　
  - 五輪真弓のカヴァー
3. わかって下さい
作詞・作曲：因幡晃　
  - 因幡晃のカヴァー
4. 帰らざる日々
作詞・作曲：谷村新司　編曲：篠原信彦
  - アリスのカヴァー
5. ブルースカイ ブルー （ナレーション入り）
作詞：阿久悠／作曲・編曲：馬飼野康二

## 復刻盤
- 1999年12月16日発売のCD『HIDEKI SUPER LIVE BOX』（6枚組）の中の2枚目（一部の楽曲が収録）
- 2022年6月24日発売、GOH HOTODAによるデジタルリマスタリング盤、Blu-spec CD2、紙ジャケット仕様